# Памятник Шолом-Алейхему (Киев)
Памятник Шолом-Алейхему — монумент в Киеве, установленный в честь еврейского писателя Шолом-Алейхема (Соломона (Шолома) Наумовича Рабиновича).
Авторы — скульптор В. Л. Медведев, архитектор Ю. Г. Лосицкий. Размеры: высота скульптуры — 2,5 м, постамента — 0,8 м; балясины — 0,8 м × 1,3 м.
Расположен на Рогнединской улице в районе исторической местности Бессарабка (Печерский район).
Памятник еврейскому писателю был установлен на оси бульвара по центру ул. Бассейной, на её пересечении с Бессарабской площадью 21 декабря 1997. В связи с реконструкцией улицы в 2001 был перенесен на новое место. Содействие в сооружении памятника оказал Еврейский совет Украины.

## Описание
Бронзовая фигура писателя установлена на гранитном постаменте. Шолом-Алейхем изображен в полный рост, в движении, правая рука со шляпой высоко поднята над головой в приветственном жесте, левая опирается на палку. Одетый в длинное узкое пальто, на шее шарф. Образное решение памятника отмечено реалистичностью, тщательным воспроизведением черт внешности (длинные густые волосы, пушистые усы, мягкая улыбка), вниманием к отдельным деталям, выразительным силуэтом. Скульптура, полна внутреннего движения и эмоциональности, рассчитана на круговой обзор. С правой стороны на постаменте установлен фрагмент гранитной балюстрады с тремя фигурными балясинами. Постамент стоит на двух высоких ступеньках, на гранях которых отчеканена фамилия писателя на украинском и идиш языках. С тыльной стороны постамента, слева снизу — подписи авторов и дата сооружения.
В период 2—14 мая 2005 года памятник реставрировался. Финансирование работ по реставрации памятника взяло на себя управление культуры Киевской городской администрации.